# Acontia trychaenoides
Acontia trychaenoides is een vlinder van de familie van de uilen (Noctuidae). De wetenschappelijke naam van deze soort is voor het eerst voorgesteld door Hans Daniel Johan Wallengren in een publicatie uit 1856.
De soort komt voor in Namibië, Botswana, Zimbabwe, Zuid-Afrika en Lesotho.